# Peggy Musgrave
Peggy Brewer Musgrave (Maldon, Essex, Reino Unido; 3 de enero de 1924  -† 18 de agosto de 2017 en Nuevo Egipto, Nueva Jersey, Estados Unidos), fue una académica británico-estadounidense especializada en finanzas públicas. Publicó bajo los nombres de Peggy B. Richman  (tras su matrimonio con Benett B. Richman) y Peggy B. Musgrave (tras su segundo matrimonio con el economista Richard Abel-Musgrave, con quien co-publicó el libro Public Finance in Theory and Practice).

## Familia
Era hija del autor británico Herbert Rogers Everard Brewer y su esposa Blanche Rebecca, de soltera Wedlock. Su primer matrimonio fue tras la Segunda Guerra Mundial con el estadounidense Bennett B. Richman (* 20 de diciembre de 1912 en Seattle, Washington; † 6 de noviembre Casado en 1989 en San Diego, California). Dos hijos nacieron de este matrimonio, Roger y Thomas. En su segundo matrimonio, se casó con Richard Abel-Musgrave (1910-2007) a mediados de la década de 1960. Este matrimonio tuvo una hija, Pamela.
Peggy Brewer agregó los apellidos de sus esposos a su apellido de soltera después de sus dos matrimonios, como Peggy B. Richman y Peggy B. Musgrave, respectivamente.  Murió a la edad de 93 años y fue enterrada junto a su esposo Richard Abel-Musgrave en el Cementerio de Mount Auburn (Pilgrim Path, Lot 8154, Mausoleum G, Space 1) en Cambridge, Massachusetts.

## Educación y carrera profesional
A partir de 1933 asistió a una Grammar School, en 1942 la joven de 18 años fue la primera en matricularse en la Universidad de Cambridge. En 1944 fue reclutada en el ejército y trabajó hasta el final de la guerra en Londres para la Oficina de Servicios Estratégicos (OSS) de EE. UU., precursora de la Agencia Central de Inteligencia (CIA ). Durante este período conoció al miembro de la OSS estadounidense Bennett Richman, con quien más tarde se casó y lo siguió a los Estados Unidos después del final de la guerra en 1945. En 1953 recibió la ciudadanía estadounidense.
Reanudó sus estudios interrumpidos en la American University en Washington D. C. y completó una licenciatura (BA) y una maestría (MA) en economía en 1960. En 1962 recibió su Doctorado en Filosofía (PhD) en este campo de la Universidad Johns Hopkins. Durante este período, completó pasantías de verano en el Reserva Federal y la División de Impuestos Internacionales del Departamento del Tesoro de los Estados Unidos.
Su desarrollo profesional comenzó en 1962/63 como investigadora principal asociada en la Universidad de Columbia y como miembro de un grupo de estudio sobre integración económica en mercados comunes con el profesor Carl Shoup. De 1963 a 1965 fue profesora asistente de economía internacional en la Universidad de Pensilvania.
A partir de esta fase estuvo casada con Richard Abel-Musgrave, quien enseñaba en la Universidad de Princeton en ese momento. Ambos se mudaron a Cambridge, Massachusetts, donde su segundo marido había recibido la Cátedra H. H. Burbank en Economía Pública en la Universidad de Harvard. Peggy Musgrave participó en el Programa de Impuestos Internacionales de la Facultad de Derecho de Harvard (HLS) como investigadora asociada principal entre 1965 y 1967 y continuó publicando allí.
Como profesora asociada y finalmente profesora titular, enseñó en la Northeastern University en Boston entre 1967 y 1979, cuando ella y su esposo aceptaron una cátedra como profesores visitantes de investigación de Ford en la Universidad de Berkeley. San Francisco recibido. Allí Peggy Musgrave recibió una oferta de una cátedra en la Universidad de California en Santa Cruz, donde enseñó desde 1979 hasta 1992 y desde julio de 1987 hasta junio de 1989, cuando fue canciller del Crown College de la UCSC, también participó en la administración. Su esposo usó su retiro de Harvard para enseñar dos años más como profesor asociado en UCSC.

## Principio de neutralidad de las exportaciones de capitales
El principio de neutralidad de las exportaciones de capital esencialmente se remonta a Peggy Musgrave y se considera el punto de partida central de la discusión sobre los efectos de eficiencia de los impuestos sobre el capital en economías abiertas.

## Neutralidad de la cartera nacional
Las consideraciones básicas para la neutralidad de cartera nacional (Global Portfolio Neutrality) se basan en el concepto de neutralidad nacional descrito por Peggy Musgrave. Mohr Siebeck, Tubinga 2012. ISBN 978-3-1615-1832-4, págs. 15-16.</ref>

## Membresías
- Asociación Económica Americana
- Centro de Estudios Económicos (CES) de la Ludwig-Maximilians-Universität Munich
- Consejo Asesor Científico de CES[9]
- Instituto Internacional de Finanzas Públicas
- Asociación Nacional de Impuestos
- Fi Beta Kappa